# 2024年真主黨總部空襲
當地時間2024年9月27日，以色列空軍空襲黎巴嫩貝魯特郊區達希耶的真主黨總部。真主黨總書記哈桑·納斯魯拉在空襲中被擊斃。空襲發生時，真主黨領導層齊集在總部開會。這次行動由以色列空軍第119中隊使用F-16I戰鬥機進行，投下超過80枚炸彈，包括美製5000磅（2300公斤）的碉堡剋星炸彈，摧毀據報位於地下的總部。以色列國防軍將這次行動代號命名為「新秩序」（羅馬化：Seder Hadash）。
空襲後，納斯魯拉的命運尚不明朗，而在9月28日，以色列國防軍宣佈他已經死亡，這一說法後來得到真主黨的確認。空襲造成至少33人死亡，超過195人受傷。真主黨南部戰線指揮官阿里·加拉奇以及其他高級指揮官在襲擊中喪生。伊朗報導指出，伊斯蘭革命衛隊副指揮官兼駐黎巴嫩聖城軍指揮官阿巴斯·尼爾福魯尚也在空襲中被擊殺。
黎巴嫩總理納吉布·米卡提譴責這次和此前以色列對黎巴嫩的襲擊。此次空襲發生在以色列總理本雅明·内塔尼亞胡在聯合國的演講之後，他在演講中再次強調以色列將繼續推進對抗真主黨的行動。更早在9月，真主黨遭遇一系列重大挫折，包括9月17日和18日其手持通訊設備爆炸事件，以及特種部隊拉德萬部隊指揮官易卜拉欣·阿吉爾被暗殺。而在7月，另一名真主黨高層軍事領導人福阿德·舒庫爾也在貝魯特遭到暗殺。

## 背景
在2023年10月7日哈馬斯襲擊以色列次日，真主黨為支援哈馬斯而加入戰鬥，向以色列北部城鎮及戈蘭高地發射火箭。自此，真主黨與以色列展開跨境軍事交火，導致黎巴嫩和以色列大批社區被迫撤離，並對邊界地區的建築和土地造成嚴重破壞。從2023年10月7日到2024年9月20日，共發生10200宗跨境攻擊事件，其中以色列發起8300次攻擊。以色列超過96000人無家可歸，黎巴嫩也有大約50萬人流離失所。截至2024年8月24日，黎巴嫩已確認有564人喪生，其中包括133名平民。雙方的交火雖然嚴重，但尚未升級為全面戰爭。
除真主黨和哈馬斯外，其他武裝組織，包括也門胡塞武裝以及在伊拉克與敘利亞的什葉派民兵，也對以色列發起攻擊，這些組織統稱為伊朗主導的「抵抗軸心」。
真主黨違反聯合國安全理事會第1701號決議，該決議規定南黎巴嫩僅能由黎巴嫩武裝部隊及聯合國駐黎巴嫩臨時部隊持有武器。真主黨在該地區建立軍事設施，將火箭儲存在平民區，並挖掘通往以色列的隧道，且阻礙聯合國駐黎巴嫩部隊的行動。真主黨表示，除非以色列停止在加沙的行動，否則將繼續對以色列發動攻擊；而以色列則要求真主黨執行聯合國安全理事會第1701號決議，將其武裝撤至利塔尼河以北。許多黎巴嫩人反對介入這場衝突，擔心國家會重回2006年與以色列交戰狀態，或陷入與加沙相似的境地，這對於已經疲憊不堪的黎巴嫩來說將是毀滅性的。由美國特使阿莫斯·霍克斯坦和法國牽頭的外交努力，迄今尚未成功解決這一危機。
同月，以色列安全內閣新增一項戰爭目標：確保以色列北部流離失所的居民能夠安全回歸。這一目標被納入以色列先前的兩大戰略目標中：解除哈馬斯的武裝，並確保哈馬斯襲擊以色列中被擄的以色列人質能夠安全獲釋。
而在9月17日至18日的手持通訊設備爆炸事件中，大量真主黨使用的手持設備，包括傳呼機與對講機，在一系列精心策劃的爆炸中被摧毀，造成42人死亡，至少3500人受傷，其中包括大量平民。真主黨匿名成員向路透社透露，這次爆炸使1500名真主黨戰士失去作戰能力，許多人因此失明或失去雙手。儘管以色列否認參與此事，但路透社等媒體引述以色列匿名消息人士稱，此次襲擊是由摩薩德與以色列軍方策劃的。真主黨稱這次襲擊可能是以色列的「宣戰」，隨後對以色列北部發射火箭彈。
自2024年9月23日以來，以色列已對真主黨在黎巴嫩的據點發起數百次攻擊，這次行動代號為「北方箭矢行動」（羅馬化：Chitzei HaTzafun ）。以色列國防軍報告稱，以色列空軍摧毀1600個真主黨據點，摧毀巡航導彈、長短程火箭及攻擊無人機。在襲擊前，以色列要求黎巴嫩的平民撤離那些用來儲存武器或作為指揮中心的建築物。
9月25日，美國與歐盟發表聯合聲明，呼籲雙方進行為期21天的停火，並獲得包括澳大利亞、加拿大、法國、德國、意大利、日本、沙地阿拉伯、阿聯酋、英國和卡塔爾等國的支持。美國官員表示內塔尼亞胡已同意這項提議，但第二天内塔尼亚胡卻否認參與，並強調：「我們將持續全力打擊真主黨。」這令美方官員十分不滿。內塔尼亞胡隨後改口，表示他支持美方的提議目標。

### 哈桑·納斯魯拉

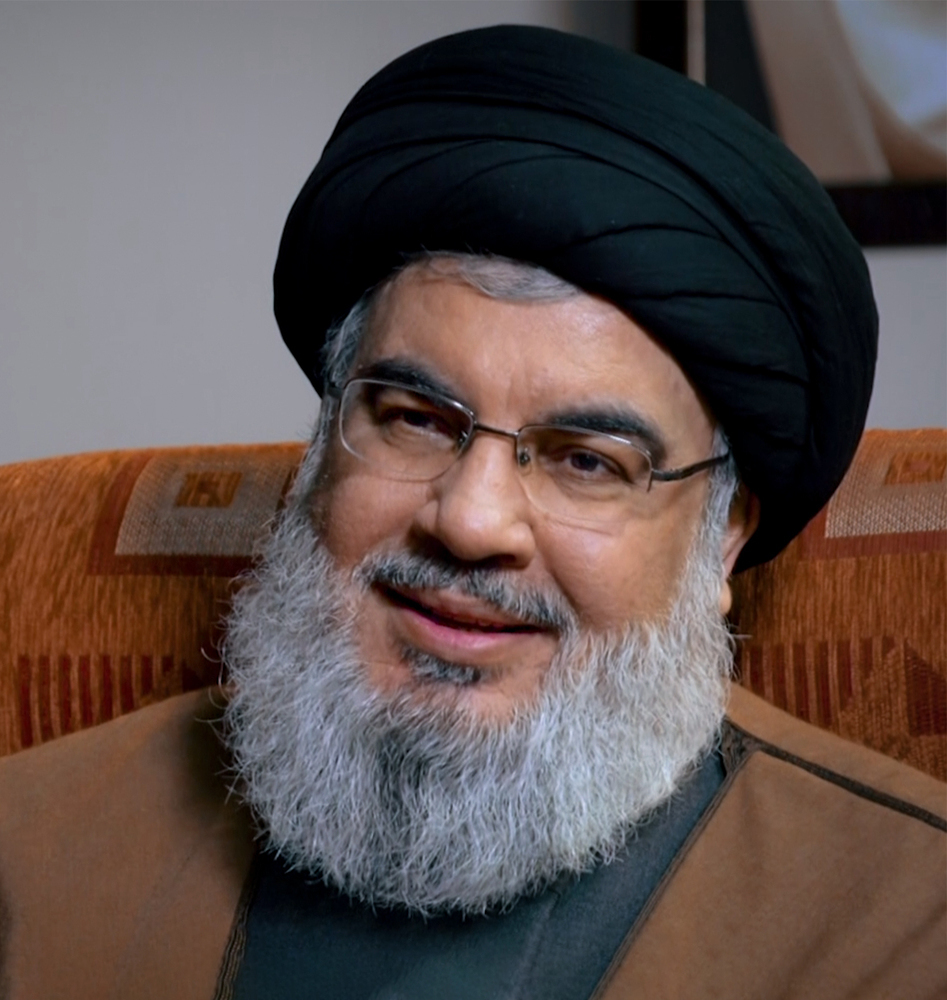
哈桑·納斯魯拉，2019年

哈桑·納斯魯拉是這次空襲的目標之一，其曾是阿邁勒運動的政治領袖，但在1982年以色列入侵黎巴嫩初期，他選擇退出該運動。他在真主黨成立不久後加入，並於1992年被選為真主黨總書記，帶領這個什葉派激進武裝組織和政黨經歷重大變革。納斯魯拉時年64歲，已經領導這個由伊朗支持的組織長達三十多年。納斯魯拉的從政生涯始於他年輕時期在推羅的學習經歷，當時他受教於傳教士穆罕默德·加拉維，後來在納傑夫跟隨大阿亞圖拉穆罕默德·巴基爾·薩德爾進修。當他的導師阿巴斯·穆薩維遭遇暗殺後，納斯魯拉被選為接班人。
上任後，他迅速將真主黨的目標集中於對抗以色列對黎巴嫩南部的佔領。他領導真主黨對抗1993年和1996年以色列的軍事行動，而在卡納大屠殺發生後，他在黎巴嫩聲望日隆。納斯魯拉的領導使真主黨成為全球最強大的非國家武裝力量，其準軍事部隊的實力甚至超越黎巴嫩武裝部隊。而他的演說中經常充滿反以色列和反西方的情緒。納斯魯拉與伊朗保持密切關係，他的領導極大地塑造真主黨的發展。
在1990年代，納斯魯拉在黎巴嫩什葉派社群中廣受支持，並在某種程度上贏得阿拉伯和穆斯林世界的好感。然而，他卻不受以色列和美國政府的歡迎。特別是真主黨在2006年黎巴嫩戰爭爆發前伏擊以色列巡邏隊的行動受到當地批評。在敘利亞內戰中，真主黨選擇支持敘利亞總統巴沙爾·阿薩德的政權，這一決定雖然幫助阿薩德留住權力，但卻導致真主黨的聲望在阿拉伯世界中迅速下降，因為阿薩德已成為該區域中的孤立人物。不過，隨著2023年10月以色列與真主黨的重啟戰鬥，真主黨的聲望再次攀升。
納斯魯拉的領導期間，真主黨曾因涉嫌參與2005年刺殺黎巴嫩總理拉菲克·哈里里和2020年貝魯特爆炸事故而受到嚴重指責。同時，納斯魯拉也不斷推動所謂的「抵抗軸心」，這是一個由伊朗支持的民兵網絡，其目標是對抗以色列和美國的影響力。
1992年10月，以色列曾試圖暗殺納斯魯拉。2004年5月，黎巴嫩官員表示他們成功阻止一次由以色列策劃針對納斯魯拉的暗殺行動。而在2006年的戰爭中，以色列也曾針對可能藏匿納斯魯拉的建築進行多次空襲。
根據一名美國官員向ABC新聞透露的消息，納斯魯拉和幾名助手在空襲期間短暫現身於貝魯特。《紐約時報》報導指出，以色列領導人追蹤納斯魯拉數月，並空襲前一周選擇暗殺行動，因為以色列認為他將很快轉移到其他地點。

## 空襲
2024年9月27日，以色列空軍對真主黨位於貝魯特達希耶郊區哈雷特赫賴克的中央總部發起一次大規模空襲。根據媒體報導，此次空襲的目標是真主黨領袖納斯魯拉。此次行動由以軍第119「蝙蝠」中隊使用F-16I Sufa戰鬥機或第69中隊使用F-15I Ra'ams執行，以色列國防軍使用數噸彈藥，其中包括2021年美國研發的5000磅（2300公斤）碉堡剋星炸彈。兩名官員表示，行動期間幾分鐘內投下80多枚炸彈，但他們沒有具體說明炸彈的重量或類型。根據《紐約時報》報導，以色列國防軍使用8架裝有超過15枚2000磅炸彈的飛機，其中包括帶有JDAM套件的美製BLU-109硬化穿透炸彈，以轟殺納斯魯拉。
空襲發生在以色列總理內塔尼亞胡在聯合國大會演講後不久，他在演講中強調以色列將繼續對真主黨的打擊行動。以色列總理辦公室發佈一張照片，聲稱顯示內塔尼亞胡在批准空襲的瞬間，這張照片似乎是在他前往聯合國大會發表演講之前拍攝的。據報導，照片中可以看到內塔尼亞胡與他的軍事秘書和參謀長在紐約的酒店內。
以色列國防軍發言人丹尼爾·哈加里少將表示，此次空襲的目標是位於住宅樓下的真主黨總部。真主黨旗下的Al-Manar電視台報導稱，爆炸摧毀四棟建築，爆炸威力巨大，甚至在距貝魯特30公里以北的地區也感受到震動。救護車迅速趕往現場，警笛聲不斷響起。根據黎巴嫩國家新聞社的報導，這次襲擊形成一道從布爾吉巴拉吉內邊界延伸至哈雷特赫賴克的火焰地帶。爆炸後的影像顯示，空襲地點出現一個巨大的彈坑。

## 後續

### 納斯魯拉之死
在空襲後，納斯魯拉的具體情況尚不明朗，報告可能需要數天才能澄清。以色列方面的評估越來越指向納斯魯拉已經在空襲中被擊斃。最初，有真主黨相關人士向路透社表示，納斯魯拉還活著，伊朗塔斯尼姆通訊社也報導稱他仍安全。一名伊朗高級武裝部隊官員向路透社透露，伊朗正試圖確認他的情況。一名美國高級情報官員向阿拉伯語天空新聞台表示，如果納斯魯拉當時位於或躲藏在建築內，他幾乎無法在空襲中倖存。而以色列國防軍則聲稱在空襲中擊殺目標。同日，真主黨成員確認納斯魯拉離世，終年64歲。

### 其他傷亡
以色列襲擊的地區是人口密集的區域，主要是民用公寓樓。多棟建築物在襲擊中被夷為平地，現場一片狼藉。以色列國防部官員初步估計，襲擊造成約300人死亡，包括納斯魯拉及其女兒。黎巴嫩衛生部報告，截至9月28日，至少有6人死亡，91人受傷，但由於大部分瓦礫尚未被搜索，死亡人數幾乎肯定會上升。
真主黨也證實真主黨南部陣線指揮官阿里·卡拉基以及其他高級指揮官在空襲中被擊斃。伊斯蘭革命衛隊副司令兼駐黎巴嫩聖城部隊司令阿巴斯·尼爾福魯山和真主黨高級情報組成員哈桑·哈利勒·亞辛，也被擊斃。

### 接班人
根據不同媒體報導，真主黨二號人物哈希姆·薩菲丁被認為將接替納斯魯拉出任真主黨總書記。薩菲丁是納斯魯拉的表弟，和他一樣也是教士。據報道指，他在空襲真主黨總部中倖存。
半島電視台確認納伊姆·卡西姆為另一個可能的接班人。至2024年10月29日，卡西姆正式担任真主党总书记。

### 葬禮
2025年2月23日，真主黨在黎巴嫩貝魯特卡密拉·夏蒙體育城體育場為納斯魯拉和真主黨執行委員會主席哈希姆·薩菲丁舉行集體葬禮。

## 反應

### 相關國家及組織

#### 真主黨及其盟友
真主黨在聲明中表示將繼續與以色列作戰。在宣佈納斯魯拉死亡後，真主黨旗下的Al-Manar電視台播放《可蘭經》經文。真主黨的支持者立即走上街頭哀悼他的死訊，並傳來槍聲。真主党懷疑內部有以色列间谍並展开大规模调查。
什葉派的阿邁勒運動表示納斯魯拉的死不會削弱抵抗力量。它稱納斯魯拉為「烈士」，並誓言將「肩並肩、心連心、臂挽臂」繼續對抗以色列。真主黨的基督教盟友，黎巴嫩前總統米歇爾·奧恩向納斯魯拉的家人表示哀悼，並稱「黎巴嫩失去了一位領導國家抵抗的卓越領袖」。

#### 黎巴嫩
黎巴嫩看守政府總理納吉布·米卡提嚴厲譴責這次空襲，呼籲黎巴嫩人民「在面對侵略時保持團結」。他宣佈全國將進行三天的官方哀悼活動。米卡提表示，官方的哀悼活動將從週一開始，並指示全國的公共建築降半旗致哀。
在貝魯特，黎巴嫩軍方出動坦克駐守加札勒塔橋附近，以防止什葉派和基督教社區之間發生衝突。在城市東部，真主黨的政治對手掌握影響力，一些居民對納斯魯拉的死訊既感到驚訝又感到欣慰。

#### 伊朗

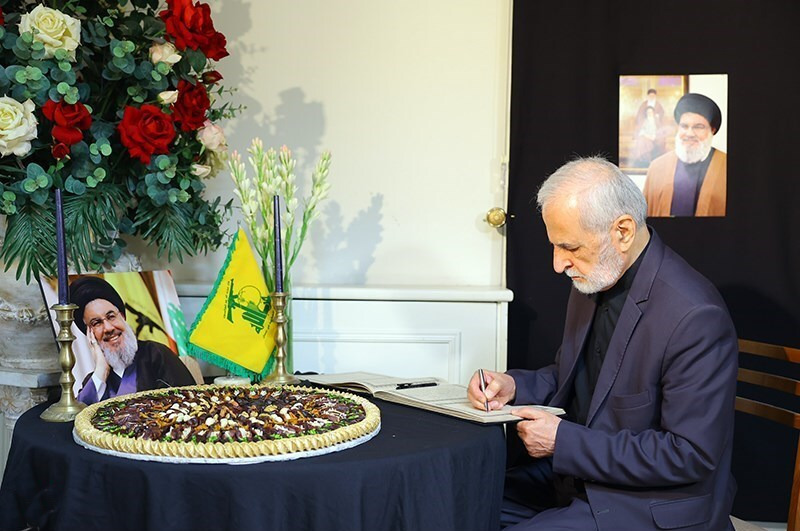
伊朗官員悼念納斯魯拉之死

在空襲後，《紐約時報》報導稱，伊朗最高領袖阿里·哈梅內伊在官邸緊急召開伊朗最高國家安全委員會會議。據《路透社》消息來源透露，哈梅內伊已被轉移到安全地點，並加強防護措施。
9月28日，以色列國防軍宣布成功擊斃納斯魯拉後，哈梅內伊發表聲明，呼籲穆斯林世界支持真主黨和黎巴嫩人民，並要求大家「用所有能夠運用的資源與黎巴嫩人民和勇敢的真主黨並肩作戰，幫助他們對抗這個...邪惡政權」。伊朗國家媒體報導稱，哈梅內伊強調「該地區的未來將由抵抗力量決定，而真主黨將是這支力量的中堅」。他宣布伊朗全國進行五天的哀悼活動。伊朗總統馬蘇德·佩澤希齊揚則指出，這次襲擊只會「鞏固抵抗力量」，國際社會也不會對這次「恐怖行動」視而不見。一些伊朗民眾在城市中心集會，進行傳統的什葉派哀悼儀式，並揮舞著真主黨的旗幟，高唱悲歌。
9月29日，《紐約時報》報導，伊朗政府內部對如何回應納斯魯拉之死存在分歧。在一次高層會議上，保守派代表賽義德·賈利利提議立即對以色列進行報復，以展現威懾力量。然而，總統佩澤希齊揚警告，不應輕易落入以色列設下的陷阱，可能引發更大範圍的戰爭。其他溫和派成員則提醒，考慮到伊朗經濟困難，攻擊以色列可能會使該國基礎設施遭受毀滅性打擊。
2024年10月伊朗空襲以色列，伊朗稱對以色列對真主黨總部的空襲是伊朗回擊以色列的原因之一。
伊朗政府開始徹查內部可能存在的以色列內奸，官方陸續逮捕數名可疑份子。。

#### 以色列
以色列國防軍參謀長赫齊·哈萊維強調，「我們的手段並不只限於此」，他補充說，「威脅以色列公民的人——無論他們在北部、南部，甚至更遠的地方，我們都能找到他們」。以色列總理內塔尼亞胡在空襲後立即從美國返回國內，據稱他是在紐約批准此次行動，當時他正在聯合國發表講話。他隨後表示，「消滅納斯魯拉是實現我們目標的必要條件，包括確保北部居民安全返回家園，並長期改變區域內的勢力平衡」。

### 其他國家
- 中华人民共和国：外交部批評以色列的空襲行為，稱其侵犯黎巴嫩的主權[122]。
- 法國：外交部發言稱，他們已聯繫黎巴嫩當局，試圖避免這次空襲帶來更大的局勢動盪[123]。
- 德国：外交部長安娜萊娜·貝爾伯克對襲擊表示關切，認為此次行動「極具風險」，並可能「導致整個黎巴嫩局勢不穩定」。她補充說，這「並不符合以色列的安全利益」[124]。
- 巴勒斯坦：民族權力機構主席馬哈茂德·阿巴斯向納斯魯拉表示哀悼，巴解組織執行委員會也發表聲明，對「哈桑·納斯魯拉殉難以及被以色列襲擊殺害的平民」表示哀悼[125]。
- 伊拉克：總理穆罕默德·希亞·蘇丹尼和宗教領袖穆克塔達·薩德爾宣佈全國為期三天的哀悼[126]。在巴士拉、卡爾巴拉以及巴格達，支持納斯魯拉的抗議活動迅速爆發，抗議者甚至封鎖通往綠區的道路。伊拉克大阿亞圖拉阿里·西斯塔尼譴責此次暗殺，指出納斯魯拉不僅是巴勒斯坦抵抗運動的重要領袖，還在打擊伊斯蘭國中發揮了重要作用[127]。
- 俄羅斯：外交部譴責以色列的行動，警告此舉可能會進一步加劇黎巴嫩和中東地區的暴力，並呼籲各方立即停止敵對行動[128]。外交部長謝爾蓋·拉夫羅夫表示，俄方對以色列的空襲深感擔憂[129]。
- 南非：外交部譴責這次「非法暗殺行動」，並表達對黎巴嫩政府的聲援[130]。
- 叙利亚：外交部強烈譴責此次襲擊[131]。與此同時，在敘利亞救國政府控制的伊德利卜，當地居民歡慶納斯魯拉之死，歡呼、掌聲四起，甚至分發糖果，稱其為「屠夫」，因其在敘利亞內戰中對平民的暴行[24][132]。敘利亞社會民族主義黨則發表聲明，對納斯魯拉之死表示哀悼[133]。
- 土耳其：外交部長哈坎·菲丹表示，納斯魯拉是黎巴嫩和整個中東地區的關鍵人物，其去世難以填補[134]。
- 美国：國防部長勞埃德·奧斯汀向以色列國防部長約阿夫·加蘭特保證美國將竭力阻止伊朗擴大衝突，並重申了「美國全力支持以色列保衛自己及其人民免受伊朗支持的恐怖組織侵害的權利」[99]。眾議院領導層，包括議長邁克·約翰遜、多數黨領袖史蒂夫·斯卡利斯和會議主席埃莉斯·斯蒂芬尼克發表聯合聲明，稱「哈桑·納斯魯拉的血腥統治、壓迫和恐怖主義已經結束，世界因他的消失而變得更加美好[99]。」美國總統祖·拜登稱，「納斯魯拉之死是正義的裁決，針對他所害的無數受害者，包括數千名美國人、以色列人和黎巴嫩平民。美國完全支持以色列的自衛權，以對抗真主黨、哈馬斯、胡塞武裝和其他任何伊朗支持的恐怖組織。」他還透露，已指示美國國防部加強美軍在中東的部署，以威懾進一步的侵略行為，同時通過外交手段緩解加沙和黎巴嫩的衝突[135][136]。美國副總統賀錦麗則稱納斯魯拉是「手上沾滿美國人鮮血的恐怖分子」[137]。

### 武裝組織
- 哈馬斯和也門胡塞武裝發表聲明，對納斯魯拉之死表示哀悼[112][138][139]。胡塞武装领导人阿卜杜勒·马利克·胡塞表示，纳斯鲁拉遭空袭身亡是以色列犯下的一项重大罪行[140]。而從也門發射的一枚彈道導彈被以色列的火箭防禦系統成功攔截[141]。

## 評論
《經濟學人》指出，「納斯魯拉的死亡將以一年前無法想像的方式改變黎巴嫩及其地區。」該報稱，「接任者將面臨真主黨四十年歷史中最危險的時刻。不僅是以色列在兩個月內幾乎消滅了其整個軍事領導層，抹去積累經驗。該組織還在黎巴嫩公眾面前顯得羞辱，這些公眾早已對真主黨在政治上的強硬統治感到不滿。」
《紐約時報》的法爾納茲·法西希寫道，納斯魯拉的暗殺消除伊朗最高領袖哈梅內伊內圈中的一個關鍵人物，因為伊朗花了四十年時間將真主黨發展為對抗以色列的防禦前線。法西希說，隨著時間的推移，伊朗啟動一個更廣泛的激進組織網絡，包括真主黨，以在多個戰線上對抗以色列，旨在製造地區混亂，並向美國和以色列施壓，迫使他們與哈馬斯談判停火。
《華爾街日報》報導說，以色列對真主黨的襲擊，標誌著重大情報滲透，並以納斯魯拉的死亡告終，突顯該組織對以色列韌性和伊朗力量的誤判。根據他們的分析，「回顧過去，這是哈桑·納斯魯拉犯下兩個戰略錯誤的結果：嚴重低估他的敵人以色列，並高估他的贊助人伊朗及其在地區內盟友激進組織的能力。」
《衛報》表示，這次暗殺「不可避免地將注意力集中在兩個問題上：以色列長期的暗殺政策是否有效，以及哈桑·納斯魯拉和其他高級真主黨指揮官的死亡對該組織意味著什麼。」並指出，1992年真主黨總書記阿巴斯·穆薩維被殺後，納斯魯拉繼任，並且「可能需要數月時間才能看到暗殺真主黨領導人的行動對該組織造成的任何重大影響。」
《華盛頓郵報》評論指，納斯魯拉的死亡「讓黎巴嫩震驚……真主黨可能難以填補的空缺，並使其與以色列的戰鬥走上不確定且可能更暴力的道路。」《每日電訊報》指出，這次暗殺「可能永遠削弱真主黨，削弱伊朗的影響力，甚至可能重塑整個中東。」並補充說，以色列最近對真主黨的打擊「顯示以色列對這個顯然已被滲透到各個層級的運動並不缺乏準確的情報。」該報還觀察到，「現在，隨著其領袖的消失，真主黨可能面臨緩慢但終將衰退的局面。隨著其曾經強大的聲譽縮小，伊朗的聲譽也可能隨之縮小，因為伊朗創建、培育、資助、武裝和訓練了真主黨。」
观察者网说，空袭发生之后不少华人反映手机在使用谷歌地图时出现问题，定位错误显示在约旦。根据观察者网评论员王世怡的分析，“以色列可能使用了GPS干扰手段，阻止纳斯鲁拉通过卫星信号收到预警信息”。此外，该评论还说，过去一年来黎巴嫩频繁收到以色列的电子干扰和错误的GPS定位信息，“甚至明明是机场的地方却被显示为一座山”。